# Frida Kreipe
Frida Kreipe (* 15. Januar 1894 in Lehe; † 26. Januar 1980 in Bremerhaven) war eine deutsche Politikerin und Mitglied der Bremischen Bürgerschaft (SPD).

## Biografie

### Familie, Ausbildung und Beruf
Kreipe war die Tochter des Lehrers Chr. Aumann. Sie absolvierte eine Ausbildung als Lehrerin. In Lehe war sie bis 1922 als Lehrerin an der Körnerschule tätig. Sie heiratete 1922 den Lehrer und späteren Rektor Heinrich Kreipe (1892–1966) und musste deshalb als Lehrerin ausscheiden, da verheiratete Frauen wegen des Lehrerüberschusses nicht unterrichten durften. Sie wirkte dann bis 1933 in der Sozialfürsorge der Arbeiterwohlfahrt (AWO).

### Politik
Ihr Ehemann war von 1924 bis 1933 für die SPD Stadtverordneter in Wesermünde. Das Engagement ihres Mannes prägte sie und so war sie seit 1924 Mitglied der SPD. 1933 wurde ihr Ehemann von den Nationalsozialisten entlassen und das Paar – nun in bescheidenen finanziellen Verhältnissen – wurde ständig überwacht. 
Nach dem Zweiten Weltkrieg wirkte das Ehepaar beim Wiederaufbau der SPD engagiert mit. Ihr Mann war wieder im Schuldienst tätig, zuletzt an der Lessingschule. 
Frida Kreipe war 1946/47 Mitglied der Stadtverordnetenversammlung in Wesermünde und von 1947 bis 1951 sowie von 1955 bis 1963 in der Bremerhavener Stadtverordnetenversammlung.

Vom 13. Februar 1947 (Bremerhaven wurde Teil des Landes Bremen) bis 1955 war sie für Bremerhaven Mitglied der Bremischen Bürgerschaft. Sie war in den Gremien und Deputationen für die Belange der Schul- und Kulturpolitik sowie der Wohnungsversorgung tätig.

## Ehrungen
- Sie erhielt von der Stadt Bremerhaven den Ehrentitel Stadtälteste verliehen.